# 平衡能力

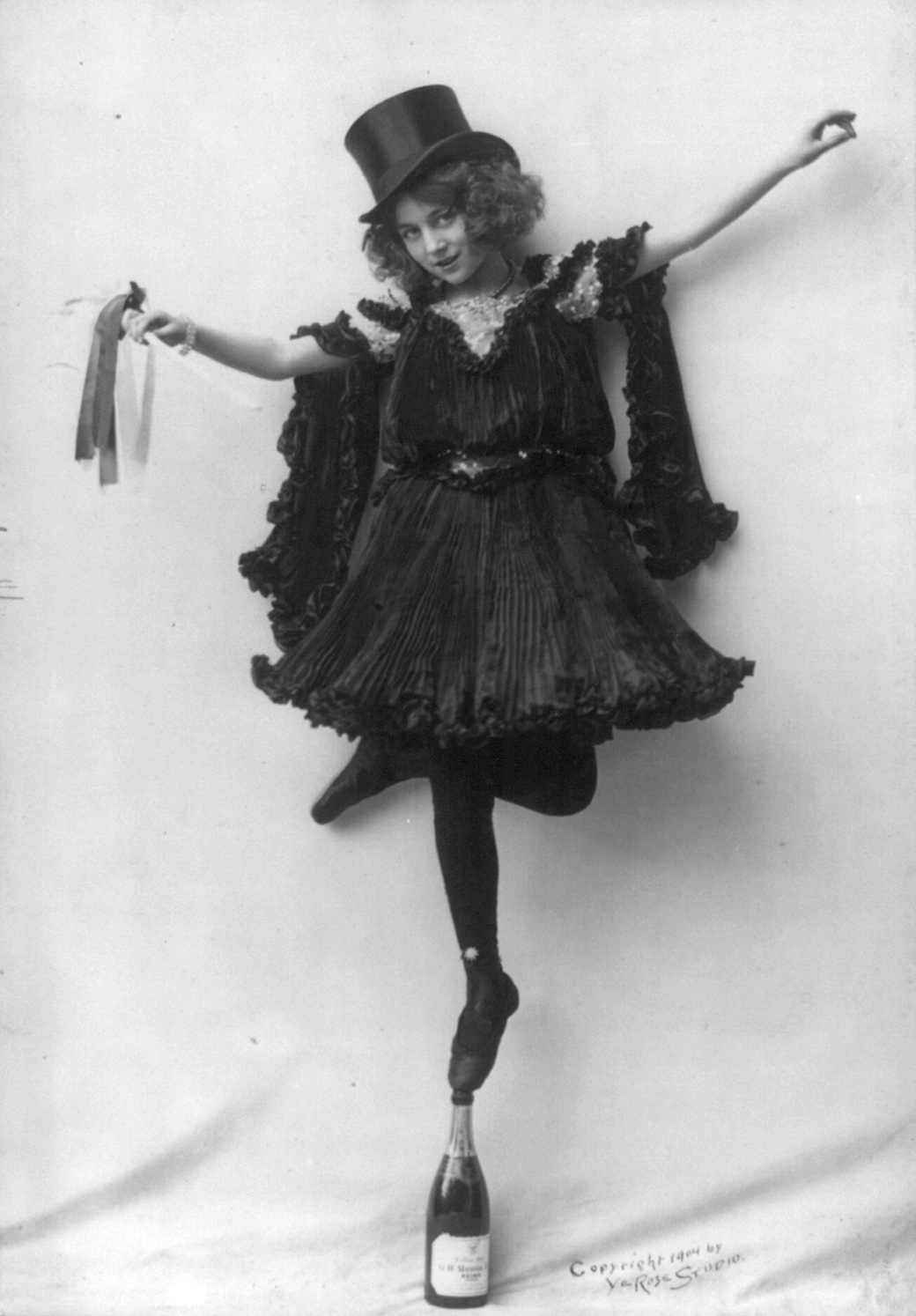
一女性正在展示自己的平衡能力

平衡能力是指一個人維持自己身體的重力線（穿過質心且與地面垂直的線）與地面垂直的能力。當一個人的平衡能力不佳，他的身體就會出現劇烈摇摆，即這個人即使静止不动，他的質心依然會相對於地面移動。受各種因素影響，人體會不可避免的出現一定程度的摇摆。